# Owayne Gordon
Owayne Omar Gordon (sinh ngày 8 tháng 10 năm 1991) là một cầu thủ bóng đá người Jamaica thi đấu cho San Antonio FC, cho mượn từ Montego Bay United, ở vị trí tiền đạo.

## Sự nghiệp

### Câu lạc bộ
Vào tháng 4 năm 2016, Gordon gia nhập Indy Eleven theo dạng cho mượn vào mùa giải 2016. Vào tháng 1 năm 2017, Gordon trở lại Montego Bay United tại RSPL. Gordon gia nhập San Antonio FC theo dạng cho mượn đến hết mùa giải USL 2017.

### Quốc tế
Gordon có 5 lần ra sân cho đội tuyển quốc gia Jamaica trước Cuba, Guyana, Suriname, Hoa Kỳ và Honduras.
Tính đến 14 tháng 10 năm 2018
| Đội tuyển quốc gia Jamaica | Đội tuyển quốc gia Jamaica | Đội tuyển quốc gia Jamaica |
| Năm                        | Số trận                    | Bàn thắng                  |
| -------------------------- | -------------------------- | -------------------------- |
| 2015                       | 1                          | 0                          |
| 2016                       | 2                          | 0                          |
| 2017                       | 11                         | 0                          |
| 2018                       | 3                          | 1                          |
| Tổng cộng                  | 17                         | 1                          |

### Bàn thắng quốc tế
Bàn thắng và kết quả của Jamaica được để trước.
| #  | Ngày                 | Địa điểm                                       | Đối thủ | Bàn thắng | Kết quả | Giao hữu                                  |
| -- | -------------------- | ---------------------------------------------- | ------- | --------- | ------- | ----------------------------------------- |
| 1. | 14 tháng 10 năm 2018 | Sân vận động Ergilio Hato, Willemstad, Curaçao | Bonaire | 3–0       | 6–0     | Vòng loại CONCACAF Nations League 2019–20 |

## Danh hiệu

### Country
Jamaica
- Cúp bóng đá Caribe Á quân 2017
- Cúp Vàng CONCACAF Á quân: 2017

### Câu lạc bộ
Montego Bay United
- Jamaican National Premier League: (2) 2014, 2016

Indy Eleven
- NASL Spring Season: 2016[5]